# 鬼吹灯 (漫画)
《鬼吹灯》是林莹的漫画。2007年8月16日上午10点在上海书城签售，也是本作品在上海的首次正式签售会。由小说《鬼吹灯》改编，在2007年8月发行单行本《精绝古城》（全两册）。